# Leitza
Leitza (oficialment en basc, en castellà Leiza) és un municipi de Navarra, a la comarca de Nord d'Aralar, dins la merindad de Pamplona. Limita al nord amb Goizueta, al sud amb Larraun, a l'est amb Ezkurra i a l'oest amb Areso i Berastegi (Guipúscoa).

## Demografia
| Evolució demogràfica                              | Evolució demogràfica | Evolució demogràfica | Evolució demogràfica | Evolució demogràfica | Evolució demogràfica | Evolució demogràfica | Evolució demogràfica | Evolució demogràfica | Evolució demogràfica | Evolució demogràfica |
| 1996                                              | 1998                 | 1999                 | 2000                 | 2001                 | 2002                 | 2003                 | 2004                 | 2005                 | 2006                 | 2021                 |
| ------------------------------------------------- | -------------------- | -------------------- | -------------------- | -------------------- | -------------------- | -------------------- | -------------------- | -------------------- | -------------------- | -------------------- |
| 3 086                                             | 3 026                | 3 003                | 2 939                | 2 935                | 2 935                | 2 898                | 2 901                | 2 953                | 2 895                | 3 010                |
| Fonts: Leitza i Institut d'Estadística de Navarra |                      |                      |                      |                      |                      |                      |                      |                      |                      |                      |

## Personatges cèlebres
- Manuel Lasarte (escriptor)
- Iñaki Zabaleta (escriptor)
- Miguel Saralegi (esportista/harrijasotzaile)
- Iñaki Perurena (esportista/harrijasotzaile i actor)
- Abel Barriola (esportista/pilotari)
- Oinatz Bengoetxea (esportista/pilotari)
- Patxi Zabaleta (polític) fundador d'Aralar i un dels caps de Nafarroa Bai,
- Martín Garciarena (Aizkolari)
- Patxi Astibia (Aizkolari)